# Maxwell Lacey
Maxwell Lemar Lacey Garita (ur. 11 września 1995) – kostarykański zapaśnik w stylu wolnym. Zajął jedenaste miejsce na mistrzostwach świata w 2022 i 2023 roku. 
Piąty na igrzyskach panamerykańskich w 2023 i siódmy w 2019. Srebrny medalista mistrzostw panamerykańskich w 2020; brązowy w 2021 i 2022. Wicemistrz igrzysk Ameryki Środkowej i Karaibów w 2023 roku.